# Seleção Sul-Coreana de Voleibol Feminino
A seleção sul-coreana de voleibol feminino é uma equipe asiática composta pelas melhores jogadoras de voleibol da Coreia do Sul. A equipe é mantida pela Associação Coreana de Voleibol (em língua inglesa, Korea Volleyball Association). Encontra-se na 10ª posição do ranking mundial da FIVB segundo dados de 7 de agosto de 2017.

## Resultados obtidos nas principais competições

### Jogos Olímpicos
| Ano  | Sede             | Classificação |
| ---- | ---------------- | ------------- |
| 1964 | Tóquio           | 6º            |
| 1968 | Cidade do México | 5º            |
| 1972 | Munique          | 4º            |
| 1976 | Montréal         | 3º            |
| 1984 | Los Angeles      | 5º            |
| 1988 | Seul             | 8º            |
| 1996 | Atlanta          | 6º            |
| 2000 | Sydney           | 8º            |
| 2004 | Atenas           | 5º            |
| 2012 | Londres          | 4°            |
| 2016 | Rio de Janeiro   | 5°            |
| 2020 | Tóquio           | 4°            |

### Campeonato Mundial
| Ano  | Sede            | Classificação |
| ---- | --------------- | ------------- |
| 1967 | Japão           | 3º            |
| 1974 | México          | 3º            |
| 1978 | União Soviética | 4º            |
| 1982 | Peru            | 7º            |
| 1986 | Tchecoslováquia | 8º            |
| 1990 | China           | 5º            |
| 1994 | Brasil          | 4º            |
| 1998 | Japão           | 9º            |
| 2002 | Alemanha        | 6º            |
| 2006 | Japão           | 13º           |
| 2010 | Japão           | 13º           |

### Campeonato Asiático
| Ano  | Sede          | Colocação |
| ---- | ------------- | --------- |
| 1975 | Austrália     | 2º        |
| 1979 | China         | 3º        |
| 1983 | Japão         | 3º        |
| 1987 | China         | 3º        |
| 1989 | Hong Kong     | 2º        |
| 1991 | Tailândia     | 3º        |
| 1993 | China         | 3º        |
| 1995 | Tailândia     | 2º        |
| 1997 | Filipinas     | 2º        |
| 1999 | Hong Kong     | 2º        |
| 2001 | Tailândia     | 2º        |
| 2003 | Vietnã        | 3º        |
| 2005 | China         | 4º        |
| 2007 | Tailândia     | 4º        |
| 2009 | Vietnã        | 4º        |
| 2011 | Taipé Chinesa | 3º        |
| 2013 | Tailândia     | 3º        |
| 2015 | China         | 2º        |
| 2017 | Filipinas     | 3º        |

### Grand Prix
| Ano  | Sede            | Colocação |
| ---- | --------------- | --------- |
| 1993 | Hong Kong       | 5º        |
| 1994 | Xangai          | 5º        |
| 1995 | Xangai          | 5º        |
| 1996 | Xangai          | 7º        |
| 1997 | Kobe            | 3º        |
| 1998 | Hong Kong       | 6º        |
| 1999 | Yuxi            | 6º        |
| 2000 | Manila          | 6º        |
| 2001 | Macau           | 7º        |
| 2003 | Andria          | 6º        |
| 2004 | Reggio Calabria | 11º       |
| 2005 | Sendai          | 9º        |
| 2006 | Reggio Calabria | 9º        |
| 2009 | Tóquio          | 12º       |
| 2011 | Macau           | 9º        |
| 2012 | Ningbo          | 14º       |
| 2014 | Tóquio          | 8º        |
| 2017 | Ningbo          | 14º       |

### Copa do Mundo
| Ano  | Sede    | Classificação |
| ---- | ------- | ------------- |
| 1973 | Uruguai | 3º            |
| 1977 | Japão   | 3º            |
| 1981 | Japão   | 5º            |
| 1985 | Japão   | 7º            |
| 1989 | Japão   | 7º            |
| 1991 | Japão   | 6º            |
| 1995 | Japão   | 5º            |
| 1999 | Japão   | 4º            |
| 2003 | Japão   | 9º            |
| 2007 | Japão   | 8º            |
| 2011 | Japão   | 9º            |
| 2015 | Japão   | 6º            |

### Copa dos Campeões
| Ano  | Sede  | Classificação |
| ---- | ----- | ------------- |
| 1997 | Japão | 6º            |
| 2001 | Japão | 6º            |
| 2005 | Japão | 6º            |
| 2009 | Japão | 5º            |
| 2017 | Japão | 6º            |

### Liga das nações
| Ano  | Sede      | Colocação |
| ---- | --------- | --------- |
| 2018 | Nanquim   | 12º       |
| 2019 | Nanquim   | 15º       |
| 2021 | Rimini    | 15º       |
| 2022 | Ancara    | 16º       |
| 2023 | Arlington | 16º       |
| 2024 | Bancoque  | 15º       |
| 2025 | Łódź      | 18º       |